# NGC 531
NGC 531 is een balkspiraalstelsel in het sterrenbeeld Andromeda. Het hemelobject ligt 192 miljoen lichtjaar (59 × 106 parsec) van de Aarde verwijderd en werd ontdekt op 16 oktober 1855 door de Ierse assistent-astronoom R. J. Mitchell.

## Synoniemen
- GC 312
- 2MASX J01261884+3445147
- HCG 10C
- MCG +06-04-020
- PGC 5340
- UGC 1012
- ZWG 521.24